# Instrumento de medición

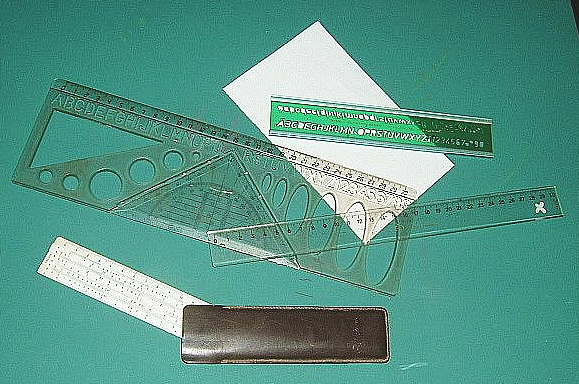
Las reglas son los instrumentos de medición más populares.

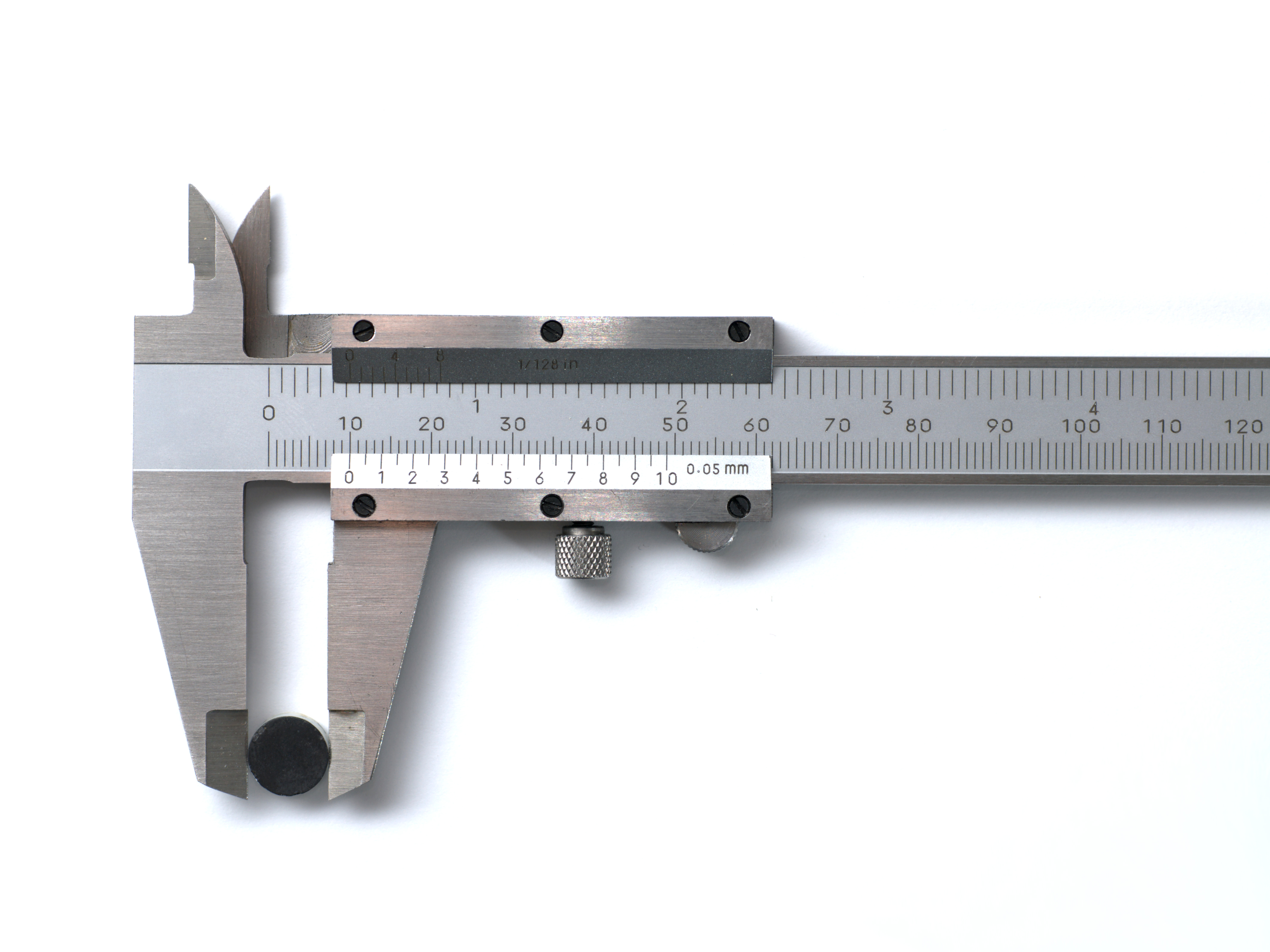
Medición del diámetro con un calibre

Un instrumento de medición es una herramienta que se usa para medir una magnitud física. La medición es el proceso que permite obtener y comparar cantidades físicas de objetos y fenómenos del mundo real. Como unidades de medidas se utilizan objetos y sucesos previamente establecidos como estándares o patrones, y de la medición resulta un número que es la relación entre el objeto de estudio y la unidad de referencia. Los instrumentos de medición son el medio por el que se hace esta conversión lógica. La acción que se realiza para obtener los datos es medir, y todo el proceso de comparación con los patrones definidos se conoce como medición.

## Características principales
Las características importantes de un instrumento de medida son:
- Precisión: es la capacidad de un instrumento de dar el mismo resultado en mediciones diferentes realizadas en las mismas condiciones.[2]

- Exactitud: grado de acercamiento de las medidas de una cantidad al verdadero valor de esa cantidad.[3]

- Resolución: es la mínima variación de la magnitud que es posible medir con el instrumento de medida indicado.

- Apreciación: es la medida más pequeña perceptible en un instrumento de medida.

- Sensibilidad: es la relación de desplazamiento entre el indicador de la medida del instrumento utilizado y la medida real.

## Calibración
Cuando se trata de medición en metrología, es muy importante la fiabilidad y la precisión de la medición.
Los instrumentos de medición que se fabrican están sometidos a diferentes influencias, como las cambiantes condiciones ambientales. Es necesario calibrar los equipos para comprobar si son precisos en el momento de su fabricación, lo que permite a los usuarios confiar en los resultados de las mediciones posteriores. La calidad y el rendimiento de los productos finales están estrechamente relacionados con la calidad de las mediciones. Un instrumento que funcione mal puede interrumpir el proceso de medición o incluso suponer un riesgo para la seguridad.
La calibración es el proceso de verificación de la precisión de un instrumento y determina la trazabilidad de la medición. 
La calibración debe ser realizada por laboratorios certificados según normas aprobadas (por ejemplo normas ISO), que proporcionen calibraciones trazables a las instituciones nacionales de metrología de patrones. El laboratorio de calibración generará un certificado de calibración que incluye un código de identificación cuando se haya completado la calibración.
El certificado de calibración emitido por un laboratorio de calibración debe contener información como los datos del laboratorio, una descripción del instrumento, una lista de patrones utilizados como referencia, los resultados de la calibración y una declaración de trazabilidad.
Durante el proceso de calibración, hay que tener en cuenta muchos factores. Es esencial que los técnicos gestionen, equipos, herramientas y procedimientos con cuidado. En todo el mundo, los institutos de metrología hacen avanzar la ciencia de la medición desarrollando y validando nuevas técnicas de medición con los niveles de sofisticación necesarios. Una de las normas más valiosas para cualquier organización que realice ensayos, muestreos o calibraciones es la ISO/IEC 17025.

### Descripción
Calibrar es comparar la salida del instrumento que se va a calibrar con los valores de un instrumento de referencia de precisión probada. De esta forma se puede determinar si el instrumento de medida no se desvía demasiado y es adecuado para realizar mediciones. 
Si por ejemplo se desea medir la presión de un sistema con un sensor de presión para controlar la calidad del proceso. Se ha seleccionado un sensor con una (in)precisión del 0,1 %. Durante la calibración, puede comparar las mediciones de este sensor con un sensor de referencia o un calibrador de presión que, por ejemplo, tenga una precisión del 0,01 %. Comparando el sensor de presión con la referencia en varios puntos de medición, por ejemplo 0, 2, 4 6, 8 y 10 bar, se establece la desviación. Se trata de una calibración. En función de la desviación determinada (el resultado de la calibración), podrá determinar si el sensor sigue siendo lo suficientemente preciso para su finalidad. El mismo principio se aplica a la calibración de otros tipos de instrumentos, como calibres, llaves dinamométricas, entre otros.

## Tiempo

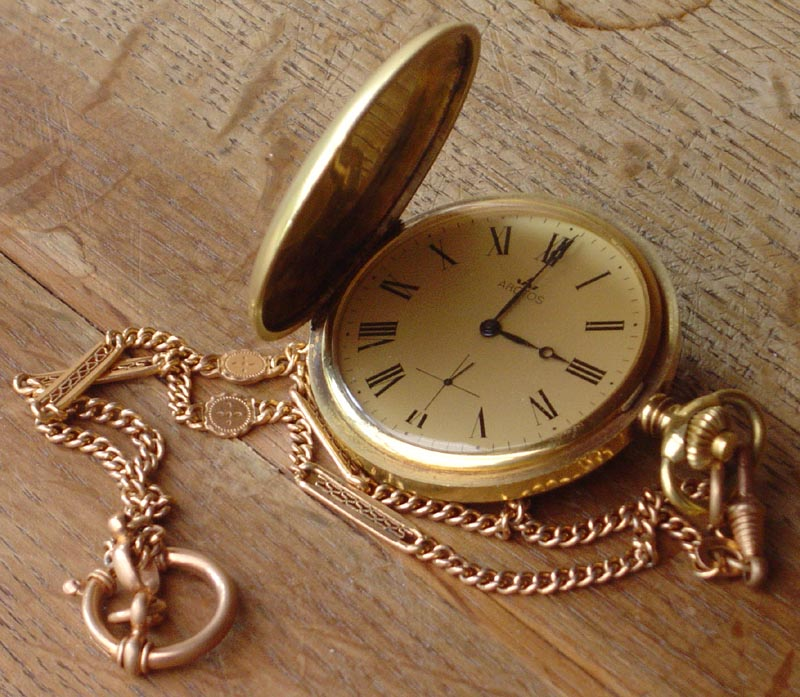
Reloj, un dispositivo para medir el tiempo

En el pasado, un instrumento común de medición del tiempo era el reloj de sol. Hoy en día, los instrumentos de medición del tiempo habituales son los relojes de pared y los relojes de pulsera. Para medir el tiempo con gran precisión se utiliza un reloj atómico.
Los cronómetros también se utilizan para medir el tiempo en algunos deportes y eventos.

## Energía
.

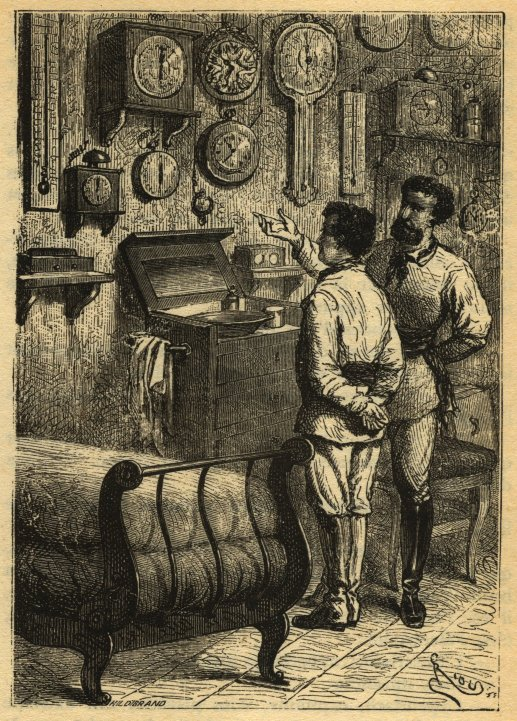
Instrumentos de medida en la ficción: El capitán Nemo y el profesor Aronnax contemplando termómetros, barómetros, relojes, etc. en la novela de ciencia ficción Veinte mil leguas de viaje submarino de Julio Verne de 1869-1870

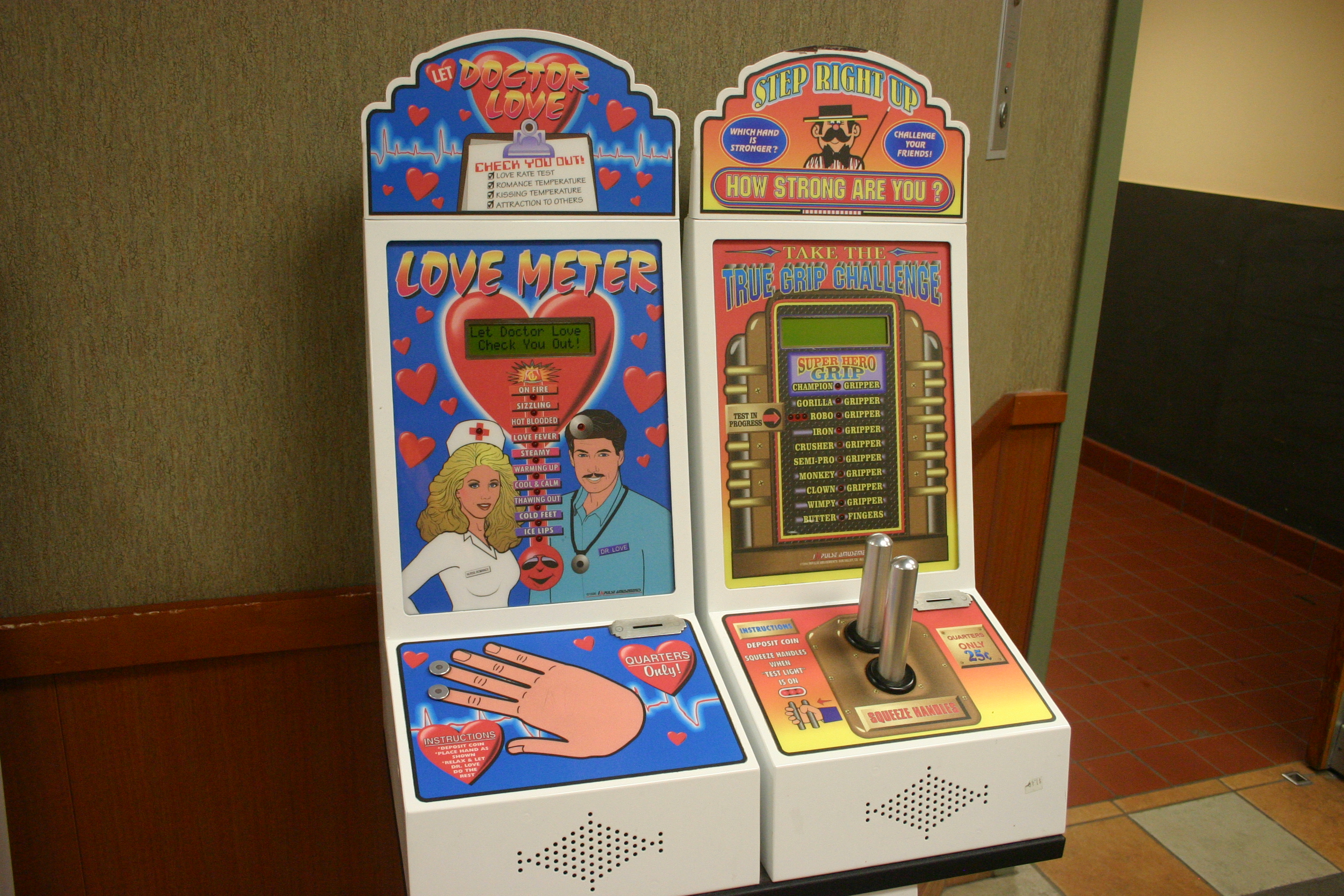
Instrumentos de medición divertidos: una máquina probadora de amor y una máquina probadora de fuerza en un área de descanso de Framingham, Massachusetts

La energía se mide con un medidor de energía. Algunos ejemplos de contadores de energía son:

### Contador de electricidad
Un contador de electricidad mide la energía directamente en kilovatios-hora.

### Contador de gas
Un contador de gas mide la energía indirectamente registrando el volumen de gas utilizado. Esta cifra puede convertirse en una medida de energía multiplicándola por el poder calorífico del gas.

## Potencia (flujo de energía)
Un sistema físico que intercambia energía puede ser descrito por la cantidad de energía intercambiada por tiempo -intervalo-, también llamada potencia o flujo de energía.
- (véase a continuación cualquier dispositivo de medida de la potencia)

## Acción
La acción describe la energía sumada sobre el tiempo que dura un proceso (integral de tiempo sobre energía). Su dimensión es la misma que la de un momento angular.
- Un fototubo proporciona una medida de tensión que permite calcular la acción cuantizada (constante de Planck) de la luz.  (Véase también Efecto fotoeléctrico).

## Geometría

### Dimensiones (tamaño)

#### Longitud (distancia)
- Medidor de longitud, distancia o rango

Para los rangos de valores de longitud véase: Órdenes de magnitud (longitud)

#### Área
- Planímetro

Para los rangos de valores de área véase: Órdenes de magnitud (área)

#### Volumen
.
- Peso boyante (sólidos)

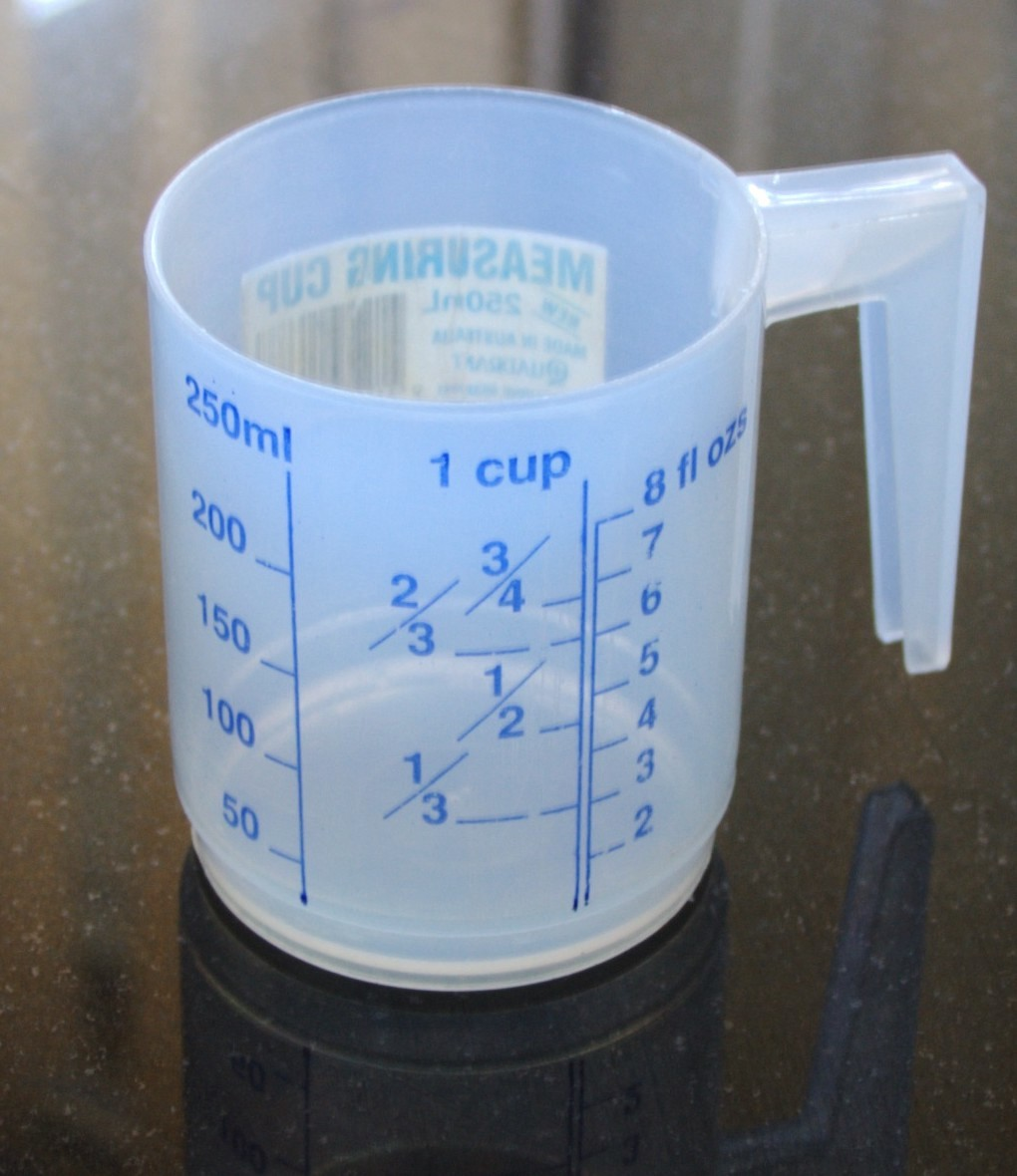
Una taza de medir, un instrumento común utilizado para medir el volumen

- Eudiómetro, canal neumático (gases)
- Dispositivos de medición de caudal (líquidos)
- Probeta (química) (líquidos)
- Vaso medidor (sólidos granulados, líquidos)
- Cubeta de rebose (sólidos)
- Pipeta (líquidos)

Si se conoce la densidad másica de un sólido, el pesaje permite calcular el volumen.
Para los rangos de valores de volumen véase: Órdenes de magnitud (volumen)

### Ángulo
- Circumferentor
- Vara de Jacob
- Goniómetro
- Grafómetro
- Inclinómetro
- Instrumento mural
- Transportador
- Quadrant
- Instrumento reflector
  - Octante
  - Sextante
- Teodolito y estación total

### Orientación en el espacio tridimensional
Véase también la sección sobre navegación más abajo.

#### Nivel
- Nivel (instrumento)
- Nivel de línea láser
- Nivel de burbuja

#### Dirección
- Giroscopio

## Mecánica
Incluye las magnitudes básicas de la clásica- y la mecánica continua; pero se esfuerza por excluir las cuestiones o magnitudes relacionadas con la temperatura.

### Medición de flujo de masa o volumen
- Contador de gas
- Medidor de caudal másico
- Bomba dosificadora
- Contador de agua

### Velocidad (flujo de longitud)
- Indicador de la velocidad aérea
- Cañón de velocidad LIDAR
- Radar de control de velocidad, un dispositivo radar Doppler, que utiliza el efecto Doppler para la medición indirecta de la velocidad.
- Velocímetro
- Tacómetro (velocidad de rotación)
- Taquímetro
- Variómetro (velocidad de ascenso o descenso)

### Aceleración
- Acelerómetro

### Masa
.
- Balanza

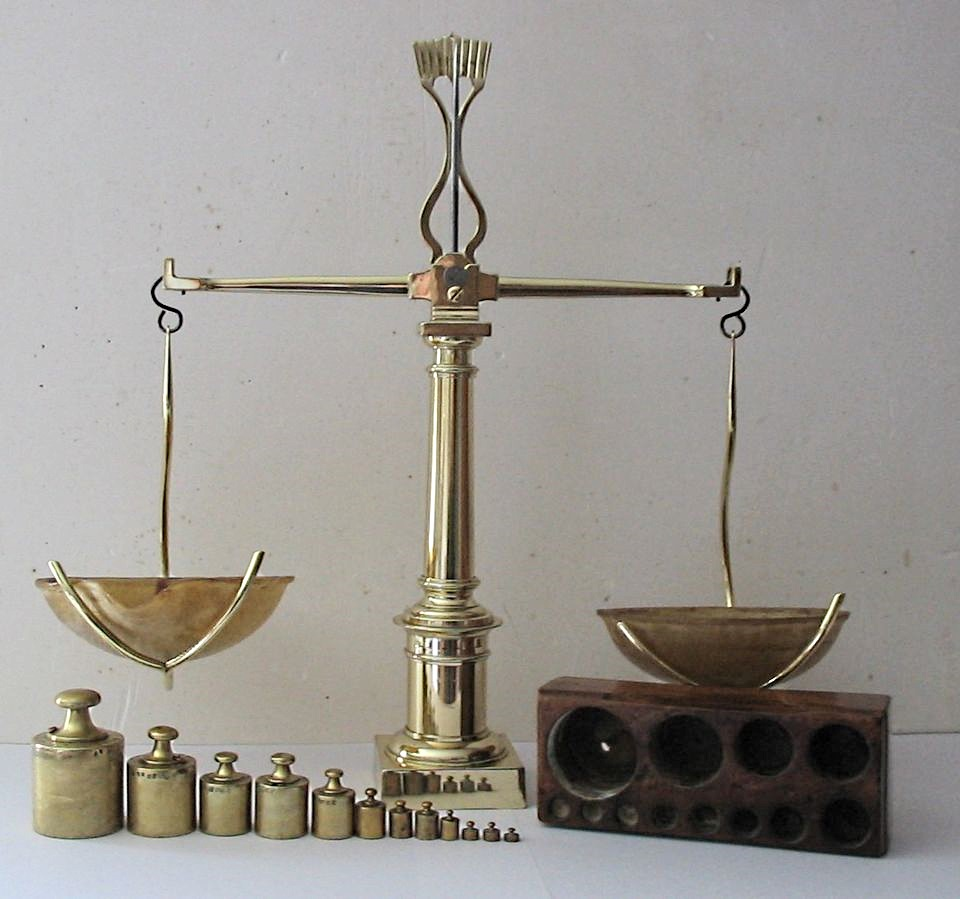
Un par de balanzas: Instrumento para medir la masa en un campo de fuerzas mediante el equilibrio de fuerzas

- Balanza de control: mide con precisión el peso de los artículos en una línea transportadora, rechazando los objetos con peso inferior o superior al normal.
- Balanza inercial
- Detector de conductividad térmica
- Espectrómetro de masas mide la relación masa-carga, no la masa, de las partículas ionizadas.

Para los rangos de valores de masa véase: Órdenes de magnitud (masa)

### Momento lineal
- Péndulo balístico

### Fuerza (flujo de momento lineal)

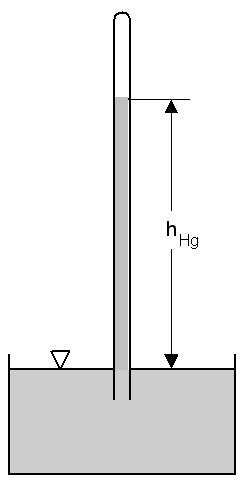
Medición de la presión absoluta en un sistema de referencia no inercial: El principio de un barómetro de mercurio (Hg) en el campo gravitatorio de la tierra

- Medidor de fuerza
- Balanza de resorte
- Medidor de deformación
- Balanza de torsión
- Tribómetro

.

### Presión (densidad de flujo del momento lineal)
- Anemómetro (mide la velocidad del viento)
- Barómetro utilizado para medir la presión atmosférica.
- Manómetro (véase Medida de la presión y Sensor de presión)
- Tubo de Pitot (mide la velocidad del aire)
- Manómetro en la industria y la movilidad

### Velocidad angular o rotaciones por unidad de tiempo
- Estroboscopio
- Tacómetro

### Par
- Dinamómetro
- Freno Prony
- Llave dinamométrica

### Energía transportada por magnitudes mecánicas, trabajo mecánico
- Péndulo balístico, indirectamente por cálculo y/o calibración

## Instrumentos
Se utilizan una gran variedad de instrumentos para llevar a cabo estas mediciones de las diferentes magnitudes físicas que existen. Desde objetos sencillos como reglas y cronómetros hasta los microscopios electrónicos y aceleradores de partículas.
A continuación se indican algunos instrumentos de medición existentes en función de la magnitud que miden:

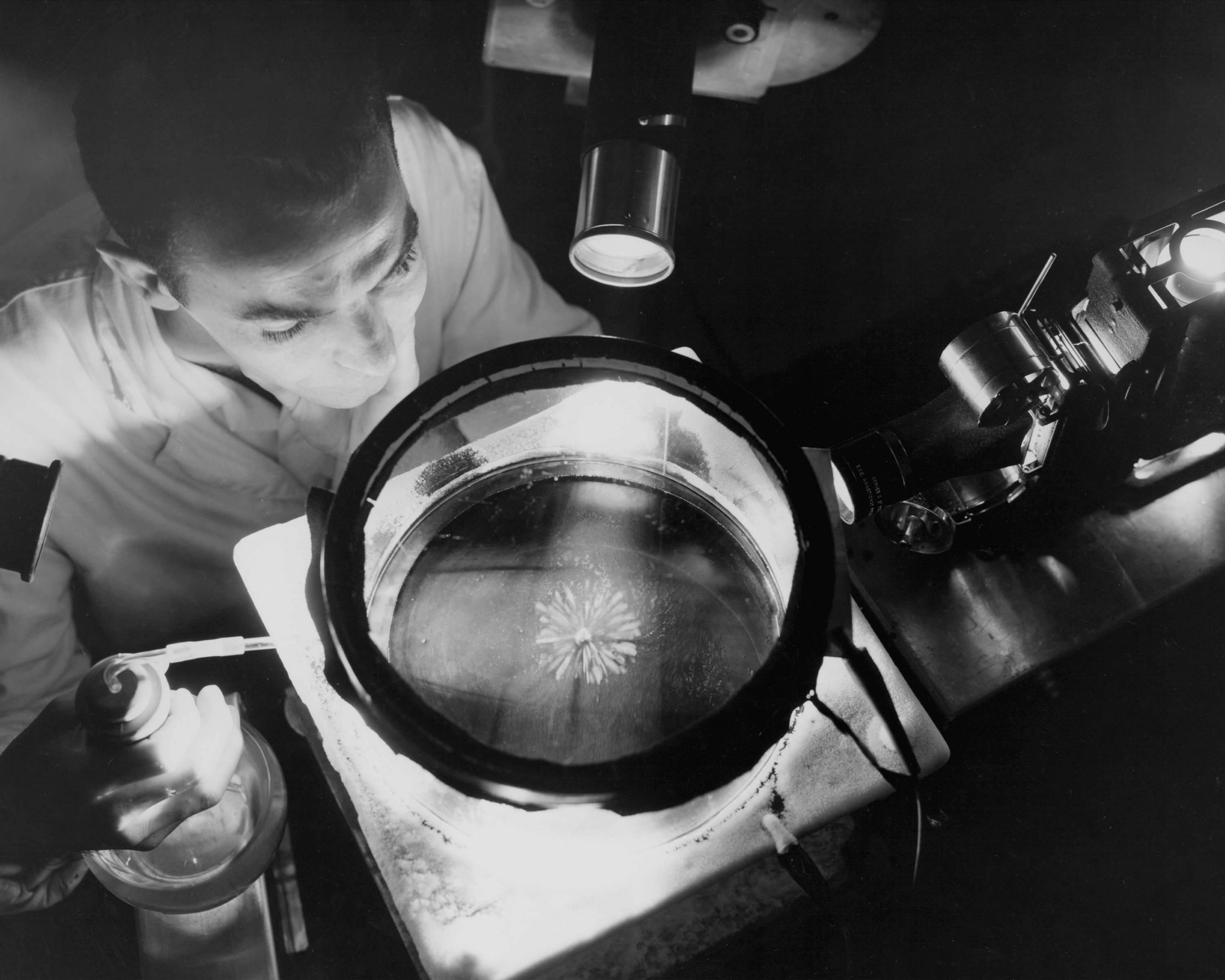
Una cámara de niebla que detecta rayos alfa.

| Para medir masa: - Balanza - Báscula - Espectrómetro de masa - Catarómetro Para medir tiempo: - Calendario - Cronómetro - Reloj de arena - Reloj - Reloj atómico - Datación radiométrica - Línea del tiempo Para medir longitud: - Cinta métrica. - Regla. - Calibre, también llamado pie de rey o calibre vernier - Micrómetro, también llamado tornillo de Palmer - Reloj comparador - Interferómetro - Odómetro Para medir ángulos: - Goniómetro - Sextante - Transportador - Clinómetro Para medir temperatura: - Termómetro - Termopar - Pirómetro Para medir presión: - Barómetro - Manómetro - Tubo de Pitot Para medir velocidad: - Velocímetro - Anemómetro (mide la velocidad del viento) - Tacómetro (mide la velocidad de giro de un eje) Para medir propiedades eléctricas: - Electrómetro (mide la carga) - Amperímetro (mide la corriente eléctrica) - Galvanómetro (mide la corriente) - Óhmetro (mide la resistencia) - Voltímetro (mide la tensión) - Vatímetro (mide la potencia eléctrica) - Multímetro (mide todos los valores anteriores) - Osciloscopio Para medir volúmenes - Pipeta - Probeta - Bureta - Matraz aforado Para medir peso - Dinamómetro - Báscula - Barómetro - Pluviómetro - Catarómetro Para medir Radiación ionizante La radiación ionizante incluye tanto rayos de "partículas" como rayos de "ondas". Especialmente los rayos X y los rayos gamma transfieren suficiente energía en procesos de colisión no térmicos (simples) para separar electrón(es) de un átomo. - Flujo de partículas y rayos - - Cámara de burbujas - Cámara de niebla - Dosímetro, dispositivo técnico que realiza diferentes principios de funcionamiento. - Contador Geiger - Cámara de ionización - Detector de placa de microcanal (Microchannel plate detector) - Placa fotográfica - Placa de fósforo fotoestimulable - Contador proporcional - Contador de centelleo, célula Lucas - Detector semiconductor Para medir otras magnitudes: - Caudalímetro, utilizado para medir el caudal de un fluido en una tubería - Colorímetro - Espectroscopio - Espectrómetro - Radiómetro de Nichols - Sismógrafo - Potenciómetro, también llamado pH-metro, mide el potencial de hidrógeno de una solución - Pirheliómetro - Luxómetro, mide el nivel de iluminación) - Sonómetro, mide niveles de presión sonora - Dinamómetro, mide fuerzas - Higrómetro, mide la humedad relativa en el aire - Psicrómetro, mide la humedad relativa en el aire con más precisión que los higrómetros, valiéndose de la diferencia de temperaturas entre un termómetro con el bulbo seco y otro con el bulbo húmedo |

## Electricidad, electrónica e ingeniería eléctrica

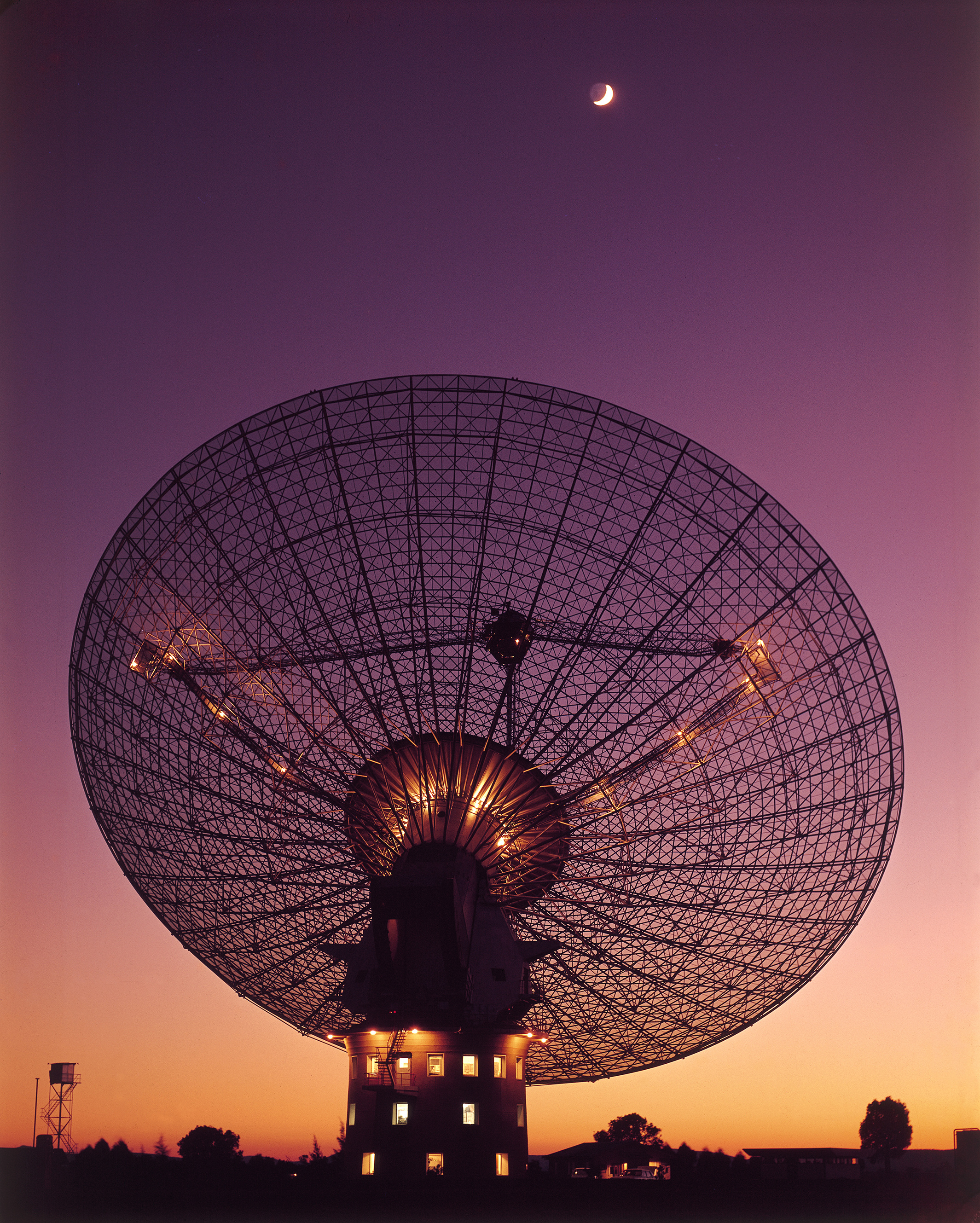
Un instrumento de medición de ondas de radio: el radiotelescopio de 64 metros del Parkes Observatory, Australia, véase en 1969, cuando se utilizó para recibir vídeo televisado en directo del Apollo 11

Las consideraciones relacionadas con la carga eléctrica dominan la electricidad y la electrónica.
Las cargas eléctricas interactúan a través de un campo. Ese campo se llama campo eléctrico. Si la carga no se mueve. Si la carga se mueve, realizando así una corriente eléctrica, especialmente en un conductor eléctricamente neutro, ese campo se llama magnético.
A la electricidad se le puede dar una cualidad: un potencial. Y la electricidad tiene una propiedad similar a la sustancia, la carga eléctrica.
La energía (o potencia) en electrodinámica elemental se calcula multiplicando el potencial por la cantidad de carga (o corriente) que se encuentra en ese potencial: potencial por carga (o corriente). 

### Carga eléctrica
- Electrómetro se utiliza a menudo para reconfirmar el fenómeno de electrización por contacto que conduce al secuencias triboeléctricas.
- Resorte de torsión utilizado por Coulomb para establecer una relación entre cargas y fuerza.

### Corriente eléctrica (corriente de carga)
- Amperímetro
- Pinza amperimétrica
- Galvanómetro d'Arsonval
- Galvanómetro

### Tensión(diferencia de potencial eléctrico
- Osciloscopio permite cuantificar tensiones dependientes del tiempo
- Voltímetro

### Resistencia eléctrica,conductancia eléctricayconductividad eléctrica
- Ohmímetro
- Reflectómetro de dominio de tiempo caracteriza y localiza averías en cables metálicos mediante mediciones en tiempo real de señales eléctricas.
- Puente de Wheatstone

### Capacidad eléctrica
- Capacímetro

### Inductancia
- Medidor de inductancia

### Energía transportada por la electricidad o energía eléctrica
- Vatihorímetro

### Potencia transportada por la electricidad corriente eléctrica
- Vatímetro

### Campo eléctrico (gradiente negativo de potencial eléctrico, voltaje por longitud)
- Molino de campo

### Campo magnético
Véase también la sección correspondiente en el artículo sobre el campo magnético.
- Brújula
- Sensor de efecto Hall
- Magnetómetro
- Magnetómetro de protones
- SQUID

### Instrumentos combinados
- Multímetro, combina como mínimo las funciones de amperímetro, voltímetro y óhmetro.
- Medidor LCR, combina las funciones de óhmetro, medidor de capacitancia y medidor de inductancia.  También llamado puente de componentes debido al método de medición del circuito puente.